# Anna Ammirati
Anna Ammirati (Castellammare di Stabia, 1 de gener de 1979) és una actriu italiana, reconeguda principalment pel seu paper protagonista en la pel·lícula de 1998 Monella del director Tinto Brass.

## Carrera
Després d'acabar estudis d'art a Campània, Ammirati es va mudar a Roma per a estudiar psicologia. Mentrestant va obtenir alguns papers menors com a actriu de repartiment o extra. Va fer part de l'elenc de la minisèrie de comèdia Positano el 1996. El 1997 es va presentar a una audició als estudis de cinema Cinecittà organitzada pel director Tinto Brass per trobar a l'actriu principal de Monella, la seva nova producció cinematogràfica. Ammirati va obtenir el paper, però com molts altres descobriments de Brass, la seva carrera posterior va ser d'un perfil molt més sota de l'esperat.
Ammirati viu a Londres però ha participat activament en l'escena italiana amb pel·lícules i sèries de televisió, entre les quals destaca la seva actuació en la sèrie Io e mio figlio - Nuove storie per il commissario Vivaldi, interpretant a Claudia Porpora.

## Filmografia

### Cinema
- Monella, dirigida per Tinto Brass (1998)
- Rose e pistole, dirigida per Carla Apuzzo (1998)
- I fetentoni, dirigida per Alessandro Di Robilant (1999)
- Quartetto, dirigida per Salvatore Piscicelli (2001)
- La rivincita, dirigida per Armenia Balducci (2002)
- La repubblica di San Gennaro, dirigida per Massimo Costa (2003)
- Alla fine della notte, dirigida per Salvatore Piscicelli (2003)
- ...e dopo cadde la neve, dirigida per Donatella Baglivo (2005)
- Amore e libertà - Masaniello, dirigida per Angelo Antonucci (2006)
- L'amore buio, dirigida per Antonio Capuano (2010)
- Breve storia di lunghi tradimenti, dirigida per Davide Marengo (2012)
- Ma che bella sorpresa, dirigida per Alessandro Genovesi (2015)
- Adesso tocca a me, dirigida per Francesco Miccichè (2017)
- La mia banda suona il pop, dirigida per Fausto Brizzi (2020)
- La notte più lunga dell'anno, dirigida per Simone Aleandri (2022)

### Televisió
- Positano, dirigida per Vittorio Sindoni - minisèrie de televisió (1996)
- Non lasciamoci più, dirigida per Vittorio Sindoni - minisèrie de televisió (2000)
- Inviati speciali, dirigida per Francesco Laudadio - telefilm (2001)
- Sospetti 2, dirigida per Gianni Lepre - minisèrie de televisió (2003)
- La squadra, registi vari - sèrie de televisió (2004)
- Joe Petrosino, dirigida per Alfredo Peyretti - telefilm (2006)
- Donna detective, dirigida per Cinzia TH Torrini - minisèrie de televisió (2007-2010)
- Il generale Dalla Chiesa, dirigida per Giorgio Capitani - telefilm (2007)
- Scusate il disturbo, dirigida per Luca Manfredi - minisèrie de televisió (2009)
- Io e mio figlio - Nuove storie per il commissario Vivaldi, dirigida per Luciano Odorisio - minisèrie de televisió, 1 episodi (2010)
- All Stars, dirigida per Massimo Martelli - sit-com (2010)
- Tutti i padri di Maria, dirigida per Luca Manfredi - minisèrie de televisió (2010)
- L'oro di Scampia, dirigida per Marco Pontecorvo - telefilm (2014)
- Una pallottola nel cuore, regia Luca Manfredi - sèrie de televisió, episodi 3 "Il passato che ritorna" (2014)
- Non uccidere, dirigida per Giuseppe Gagliardi - sèrie de televisió, 6° episodi (2015)
- L'allieva, episodi 6 "Corno d'Africa" - sèrie de televisió (2016)
- Paolo Borsellino - Adesso tocca a me, dirigida per Francesco Micciché - docu-film (2017)
- Squadra mobile - Operazione Mafia Capitale, dirigida per Alexis Sweet - sèrie de televisió, 14 episodis (2017)
- In punta di piedi, dirigida per Alessandro D'Alatri - telefilm (2018)
- Mare fuori, dirigida per Carmine Elia, Milena Cocozza i Ivan Silvestrini - sèrie de televisió (2020-en curs)